# Albert Mahaut
Albert Mahaut (* 13. Februar 1867 in Saint-Léger-des-Vignes; † März 1943 in Rennes) war ein französischer Organist, Musikpädagoge und Komponist.

## Leben
Mahaut, der von Geburt an blind war, erlernte ab dem fünften Lebensjahr die Blindenschrift von seinen Eltern und besuchte von 1876 bis 1883 das Institut national des jeunes aveugles. Mit der Orgelmusik kam er erstmals 1877 als Kalkant des Organisten Maurice de La Sizeranne in Berührung. 1888 nahm ihn César Franck in die Orgelklasse am Pariser Konservatorium auf, und bereits im Folgejahr gewann er den Ersten Preis im Fach Orgel und begann darauf am Konservatorium zu unterrichten.
Daneben war er zunächst Organist an der Kirche von Meudon, ab 1892 an der Kirche St-Pierre de Montrouge und schließlich bis 1909 an der Kirche St-Vincent-de-Paul. Bei Konzerten u. a. im Palais du Trocadéro (1898) und in der Kirche St. Leon IX in Nancy (1905) machte er das Orgelwerk seines Lehrers César Franck einer größeren Öffentlichkeit bekannt. Er komponierte selbst einige Orgelwerke.
Neben seiner Tätigkeit als Lehrer und Organist widmete sich Mahaut der Förderung der Ausbildung von Blinden und ihrer Integration in den Alltag. Unter anderem war er Vizepräsident des Blindenvereins Association Valentin-Haüy, dessen Arbeit er finanziell mit den Einnahmen aus Liederabenden förderte. Bei seinen Konzerten warb er für die Blindenarbeit und befürwortete die Schaffung von Sonderschulen mit Internaten und regionalen Blindenhilfegruppen. Für dieses Engagement wurde er mit dem Orden der Ehrenlegion ausgezeichnet. Er thematisierte auch die Probleme der Kriegsblinden und hielt Konferenzen in Frankreich, der Schweiz, Deutschland und Nordafrika. Neben einem Buch über das Werk César Francks veröffentlichte er die Bücher L’Homme d’aujourd’hui rend-il gloire à Dieu? (1920) und Le Chrétien, homme d’action (1923).